# Janvier 1863

## Événements

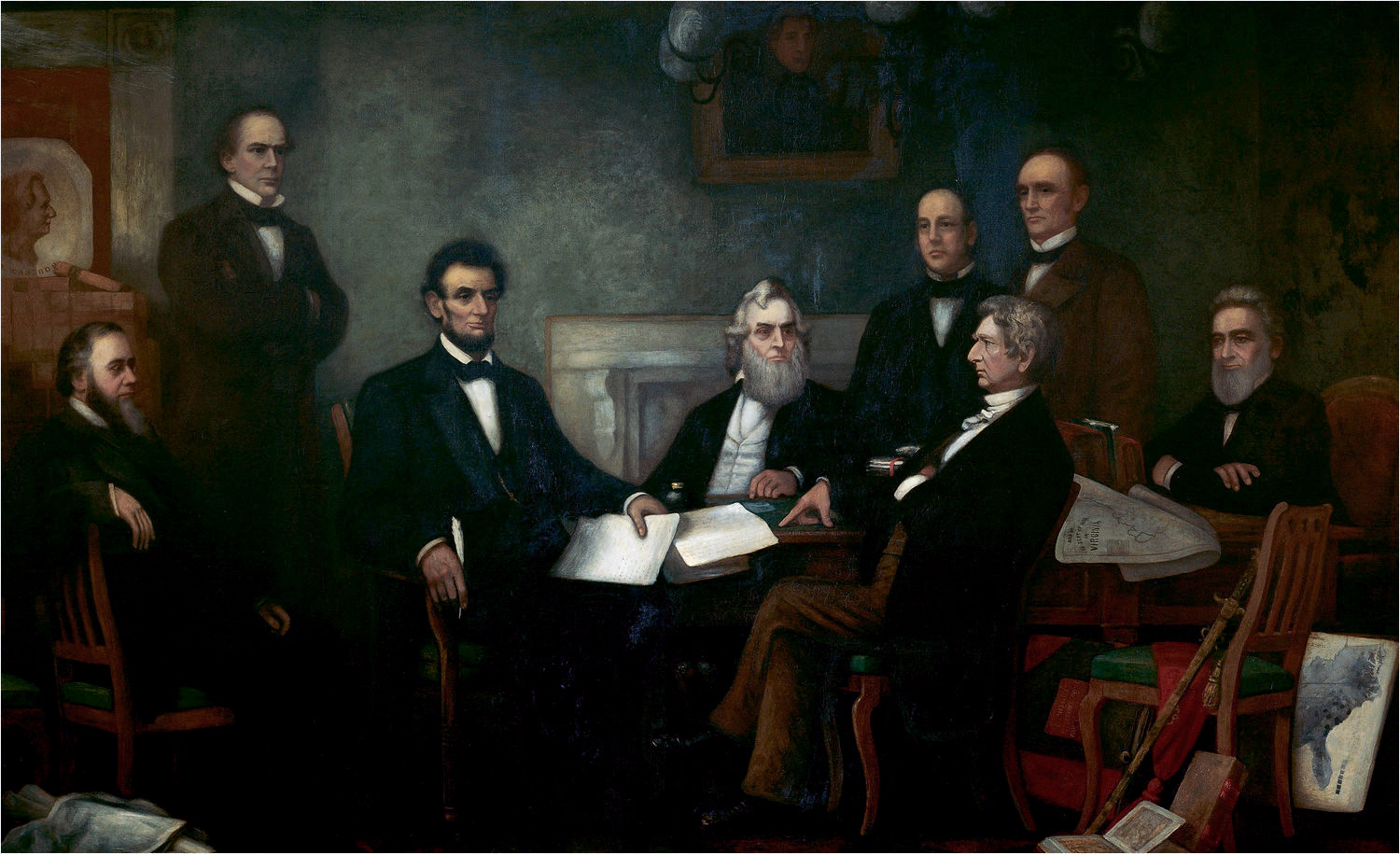
: proclamation d'émancipation

- 1er janvier, États-Unis : Lincoln signe la Proclamation d'émancipation : les esclaves des États qui continuent à se battre contre l’Union sont affranchis. L’armée de l’Union s’ouvre aux Noirs.

- 2 janvier, États-Unis : après un combat incertain à Murfreesboro (Tennessee), les armées de l’Union sous le général Rosecrans forcent Bragg à reculer sur Chattanooga.

- 10 janvier, Royaume-Uni : mise en service du premier métro du monde, en l'occurrence, le premier tronçon de ce qui est aujourd'hui la Hammersmith & City line, entre Paddington et Farringdon.

- 17 janvier : mort du vice-roi d’Égypte Mohammad Sa'id Pacha. Son successeur Ismaïl Pacha doit faire face à deux difficultés majeures, le financement du canal de Suez et la question des capitulations, dont les puissances abusent.

- 22 janvier : début d’un soulèvement polonais écrasé par la Russie (fin en 1864) et abolition du royaume de Pologne (Royaume du Congrès).
  - Les Polonais, dépourvus d’armée, recourent à la guérilla. Un comité central révolutionnaire appelle les Rouges (résistants à l’occupation russe) à l’insurrection. Son chef, le général Ludwik Mierosławski, proclame un gouvernement national provisoire tandis que la révolte progresse : la Lituanie se réclame partie intégrante de la Pologne révolutionnaire. La révolte est écrasée avec l’aval des États européens. La Russie se rapproche de la Prusse mais rompt avec la France.

- 29 janvier, États-Unis : massacre de la Bear River. Après la mort d’un colon, tué par un Indien de la tribu des Shoshones, le colonel Connor attaque de nuit un camp de Shoshones, et tue ses 400 habitants, hommes, femmes et enfants.

## Naissances
- 1er janvier : Baron Pierre de Coubertin, historien et pédagogue, instigateur des Jeux olympiques modernes († 1937).

## Décès
- 17 janvier : Peter Warren Dease, explorateur.